# Eternal Decision
Gli Eternal Decision sono una christian metal band proveniente dagli Stati Uniti. Musicalmente il gruppo è molto influenzato dai riff tipici di Dimebag Darrel dei Pantera, mentre il cantante fa un "mix di voci", di cantanti come Phil Anselmo e James Hetfield, tanto che qualche volta vengono confusi con i Metallica.
Nel 1997 pubblicano i loro primo e criticato omonimo album, negli USA e in altre 16 parti del mondo.
Nel 1999 è invece la volta del secondo album, Ghost in the Machine e nel 2002 del terzo, E.D. III.

## Formazione

### Formazione attuale
- Joe Chambless - basso, voce
- Cory Boatright - chitarra, voce
- Tommy Torres - chitarra
- Kirk Campbell - batteria

### Ex componenti
- Dave Perkins - voce

## Discografia
- 1997 - Eternal Decision
- 1999 - Ghost in the Machine
- 2002 - E.D. III